# Roland Zimmer
Roland Zimmer (* 16. Juni 1933 in Markneukirchen; † 4. Januar 1993 in Weimar) war ein deutscher Musikpädagoge und Professor für Gitarre an der Hochschule für Musik Franz Liszt Weimar.

## Leben
Roland Zimmer wurde 1933 als Sohn des Gitarrenbauers Otto Zimmer (1902–1981) und der Kontoristin Maria Zimmer, geborene Becher (1904–1983) in Markneukirchen geboren. Sie wohnten und arbeiteten zunächst in der Klingenthaler Straße und später in der Erlbacher Straße. Von 1935 bis 1945 lernte Zimmer an der örtlichen Volksschule. Sein Abitur legte er an der Oberschule (heute: Julius-Mosen-Gymnasium) in Oelsnitz/Vogtl. ab. Zimmer besuchte die Musikschule Markneukirchen und erlernte Gitarre, Klavier und Violoncello bei Herold Pöhland, Walter Götze und Ernst Rommel in Leipzig.
Von 1952 bis 1956 studierte er Gitarre bei Ursula Peter (1924–1989) an der volksmusikalischen Abteilung der Hochschule für Musik Franz Liszt Weimar. Er beendete sein Studium mit der Staatsprüfung in Musikerziehung. Danach besuchte er den Meisterkurs von Andrés Segovia im italienischen Siena.
Von 1956 bis 1959 war er Aspirant und Lehrkraft an der Weimarer Musikhochschule. Im Jahr 1959 wurde er Oberassistent und 1961 Dozent für Gitarre. Zugleich hielt er von 1974 bis 1978 einen Lehrauftrag an der Hochschule für Musik „Felix Mendelssohn Bartholdy“ Leipzig. Ab 1983 war er Fachrichtungsleiter in Weimar. Seit 1983 war er Vorsitzender der Ständigen Jury Gitarre beim Ministerium für Kultur in der DDR. Im Jahr 1985 folgte die Berufung zum Professor.
Zimmer spielte als Solist im Ostblock und Asien sowie in Westeuropa. Musikalisch konzentrierte er sich auf Werke von Joaquín Turina, John Dowland, Napoléon Coste, Manuel de Falla, Luis de Milán, Francisco Tárrega, Hans Neusidler, Robert de Visée, Fernando Sor, Mauro Giuliani und Niccolò Paganini. Auch Komponisten seiner Zeit, wie Federico Moreno Torroba, Mario Castelnuovo-Tedesco, Ernst Krenek, Heitor Villa-Lobos und Rudolf Wagner-Régeny wurden von ihm in sein Programm aufgenommen.
Zudem war er 1981 an der Schallplattenbearbeitung von Der standhafte Zinnsoldat (Litera) beteiligt: nach dem Märchen von Hans Christian Andersen neu geschrieben von Horst Hawemann in der Musikregie von Konrad Aust. Zimmer spielte innerhalb einer Instrumentalgruppe die Gitarre.
Er war Mitglied mehrerer Kammermusikvereinigungen, bei denen er sich dem Lautenspiel widmete. Zimmer wirkte in der Capella Fidicinia der Leipziger Universität, im Telemann-Ensemble Leipzig und dem Pro Arte Antiqua Lipsiensis. Außerdem war er Mitglied im Leipziger Consort, welches zeitgenössische Musik in den Mittelpunkt stellte.

## Privat
Zimmer heiratete 1952 Christine Zimmer, mit der er einen Sohn bekam. Nach der Scheidung war er mit der Harfenistin Evelyn Zimmer, geborene Fiedler verheiratet. Sie arbeitete am Landestheater Eisenach.

## Roland-Zimmer-Jugendwettbewerb
Seit 1998 veranstaltet der SAXONIADE e.V. und der Bund Deutscher Zupfmusiker – Landesverband Sachsen e.V. den Roland-Zimmer-Jugendwettbewerb für Soloinstrument Gitarre, Mandoline und Zither.

## Preise, Ehrungen und Auszeichnungen
- 1951: Bronzemedaille bei den Weltfestspielen der Jugend und Studenten in Ost-Berlin
- 1952: Sieger bei den Deutschen Festspielen für Volkskunst in Ost-Berlin
- 1953: Ehrendiplom bei den Weltfestspielen der Jugend und Studenten in Bukarest (Rumänien)
- 1955: Goldmedaille bei den Weltfestspielen der Jugend und Studenten in Warschau (Polen)
- 1957: Goldmedaille bei den Weltfestspielen der Jugend und Studenten in Moskau (Sowjetunion)